# Lozari
Lozari is een plaats in de gemeente Buje in de Kroatische provincie Istrië. De plaats telt 19 inwoners (2001).